# Panda Kids
O Panda Kids é um canal de televisão português, dedicado ao público infantil entre os 6 aos 12 anos. O canal passa quase todas as séries animadas exibidas no Biggs, incluindo filmes e mais séries animadas e live-action novas e inéditas no canal.
Está disponível em todas as operadoras portuguesas e na operadora angolana ZAP. A partir de 12 de dezembro de 2024 passou também a estar disponível na operadora DStv.

## História
Algumas semanas antes do canal ser fundado, o canal foi anunciado.
A sua emissão anunciada na Internet era das 8h à meia-noite, mas revelou-se na programação desse canal em todas as operadoras que a emissão passou a ser das 6h à 1h.
A partir de julho de 2021, passou a emitir das 6h às 2h30. Depois, em agosto de 2021, a sua emissão passou entre as 6h e as 4h. Mais tarde, em outubro de 2021, a emissão passou a ser das 6h às 4h30. Depois, a partir de 16 de novembro de 2021, a sua emissão passou a emitir 24h por dia. 
Inicialmente era para ser um canal pop-up, ou seja, temporário português para o público infantil, mas devido à subida de audiências do público-alvo do canal, a Dreamia decidiu torná-lo um canal normal e permanente como o Biggs e o Canal Panda.
O canal criou o seu Website em dezembro de 2022.

## Canais
- Biggs
- Canal Panda
- Disney Channel
- Nickelodeon
- SIC K